# José Félix Uriburu
General pukovnik José Félix Benito Uriburu y Uriburu (1868. – 1932.) predsjednik Argentine poslije vojnog udara 6. rujna 1930. do 20. veljače 1932.

## Životopis
Uriburu je rođen u pokrajini Salta, a bio je nećak predsjednika Joséa Evarista Uriburua. On je diplomirao je na vojnom učilištu školi godine 1890. Prije Prvog svjetskog rata, služio je kao vojni ataše u Njemačkoj i Velikoj Britaniji. Kada se vratio u Argentinu 1914. godine izabran je u argentinski nacionalni kongres. Za glavnog ga je vojnog inspektora imenovao Marcel Torcuato de Alvear godine 1922.
U rujnu 1930., predvodio je vojni udar protiv demokratski izabranog predsjednika Hipólita Irigoyena, u kojem je sudjelovala ekstremno-desna Argentinska patriotska liga. Udar je označavao početak onoga što je kasnije nazvano neslavno desetljeće. Njegov režim snažno su podupirali desničarski intelektualci, kao što su Rodolfo i Julio Irazusta te Juan Carulla.
Uriburu je ostao na čelu vlade do 1932., provevši nekoliko reforma, uključujući rezanje plaća državnih službenika za više od 10 posto.
Nakon što je mu je dijagnozom utvrđen rak želuca početkom 1932.,  nakratko se bezuspješno oporavljao prije nego što je umro u Parizu 29. travnja 1932. godine.